# Capheaton Hall

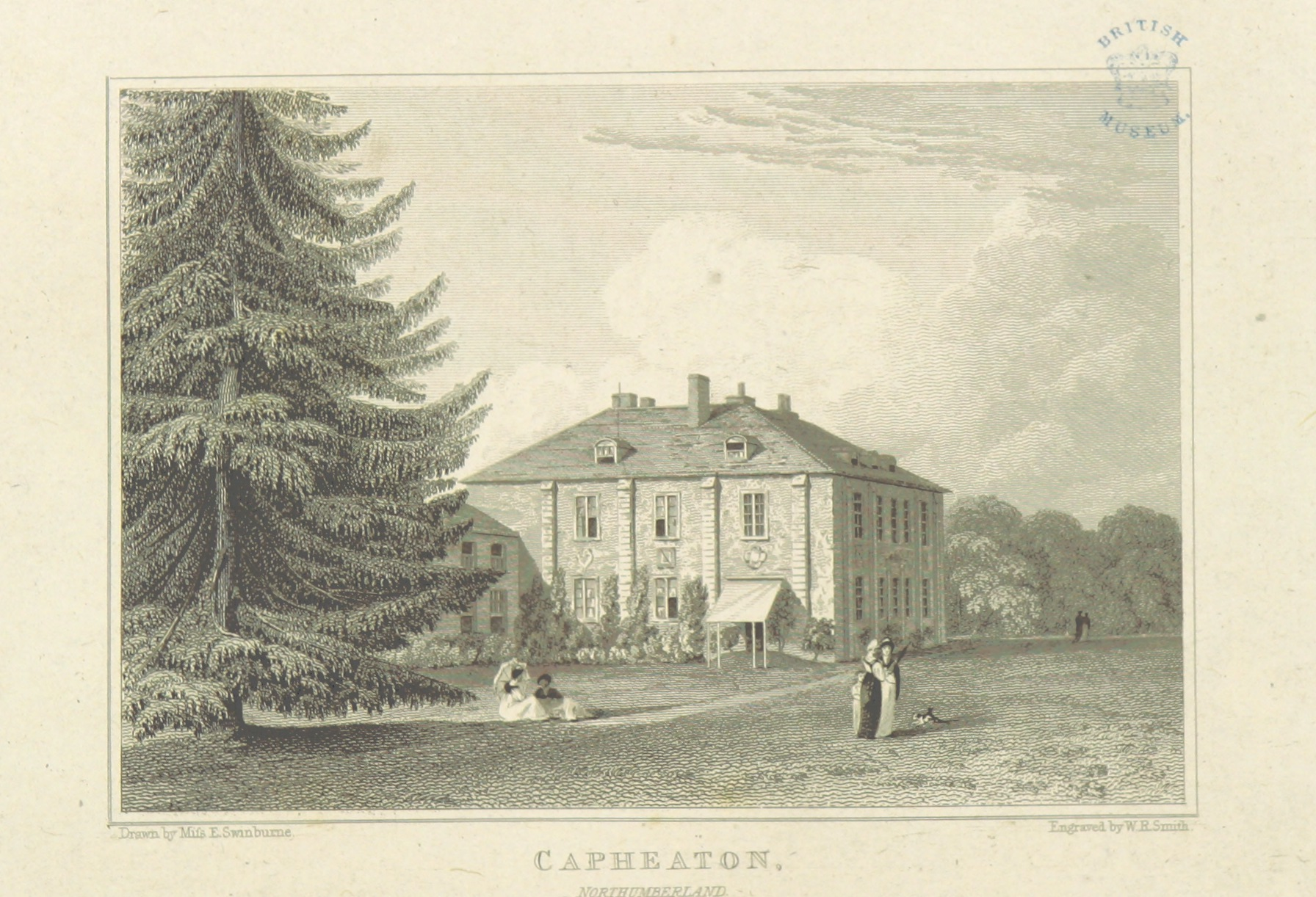
Capheaton Hall in einer Gravierung von John Preston Neale, 1818

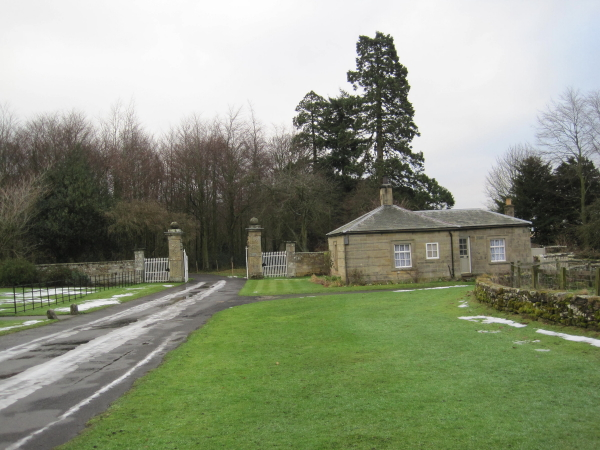
West Lodge von Capheaton Hall

Capheaton Hall ist ein Landhaus in der Nähe von Wallington Hall in der englischen Grafschaft Northumberland. Das Anwesen ist der Sitz der Baronets Swinburne; dort wuchs auch der Dichter Algernon Swinburne auf. Capheaton Hall gilt als einer der wichtigsten Adelssitze Northumberlands. English Heritage hat das Haus als historisches Bauwerk I. Grades gelistet.
Das Haus, das für Sir John Swinburne, 1.Baronet, in den Jahren 1667 und 1668 von Robert Trollope aus Newcastle upon Tyne gebaut wurde, ist ein provinzielles Stück Barock, errichtet aus örtlich vorhandenen Steinen, mit riesigen Pfeilern auf hohen Sockeln, die die Sektionen des Gebälks unterstützen, die die Eingangsfassade in ein breites, mittleres Joch und flankierende Joche unter einem geneigten Dach mit traditionellen, flach basierten Gauben teilen. Das Anwesen wurde um 1746 durch einen Modellbauernhof in gotischem Stil, entworfen von Daniel Garrett für Sir John Swinburne, ergänzt, eines der frühesten Beispiele für Neugotik. Die Nordfassade des Hauses gestaltete der örtliche Architekt William Newton 1798–1790 für Sir John Swinburne, 6. Baronet, um.
Das Haus steht in hügeligem Parkland in der Art von Capability Brown. Die naturalistische Anlage des Sir Edward's Lake südlich des Hauses wurde 1983 zur ‘’Site of Nature Conservation Importance‘‘ erklärt. Grund dafür waren die überwinternden und brütenden Wildenten, die sie beherbergt, und die Moor- und Bruchwaldvegetation, die sich in ihren Uferbereichen entwickelt hat.
Das Straßendorf Capheaton (50 Einwohner), das als geplantes Modelldorf Ende des 18. Jahrhunderts angelegt wurde, liegt auf einer Hügelkette westlich des Landhauses.
Die Archive von Capheaton Hall befinden sich heute in der Northumberland Record Office.